# Prosciutto crudo
Pour le personnage de bande dessinée, voir Signor Spaghetti#Personnage.
Prosciutto crudo est le terme italien pour désigner le jambon cru du porc originaire d'Italie.

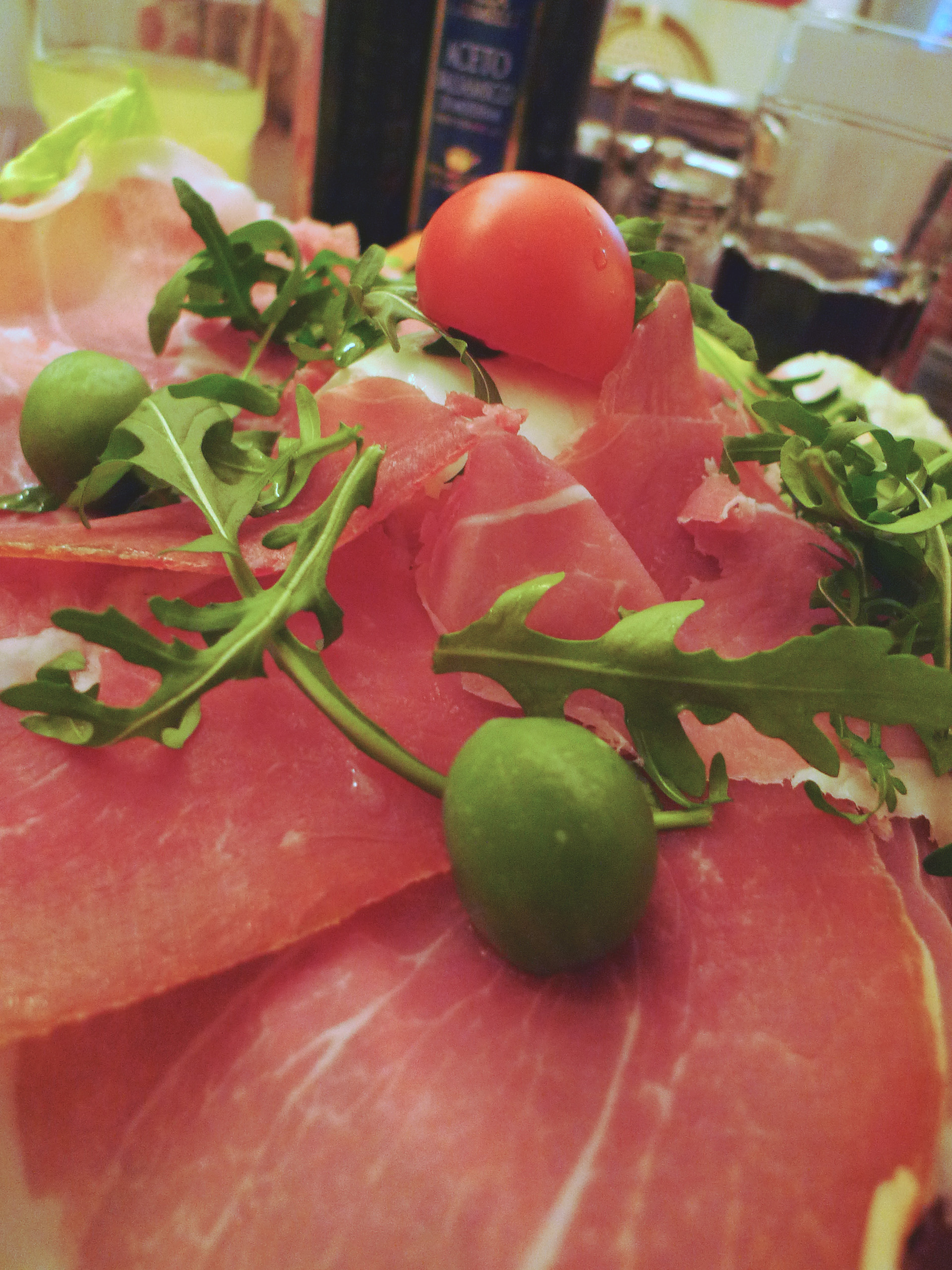
Tranche de prosciutto.

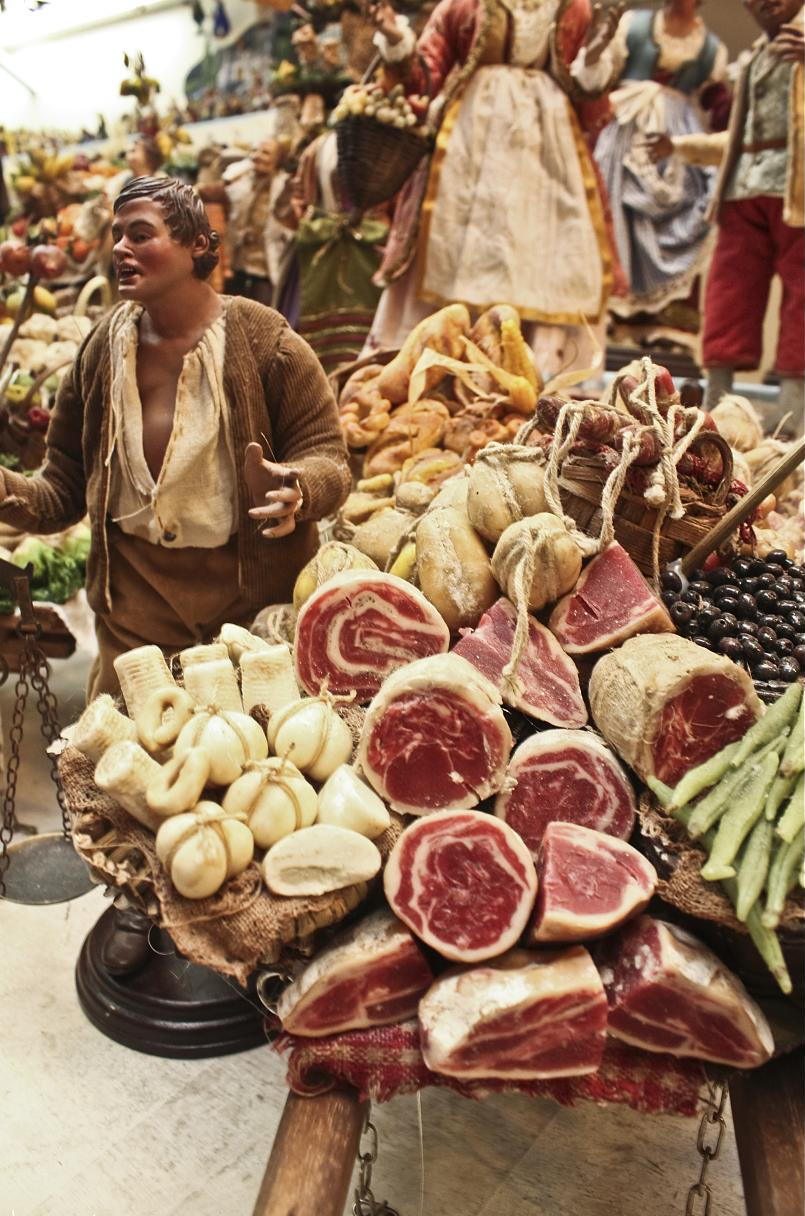
Scène de marché représentée dans l'art de la crèche napolitaine.

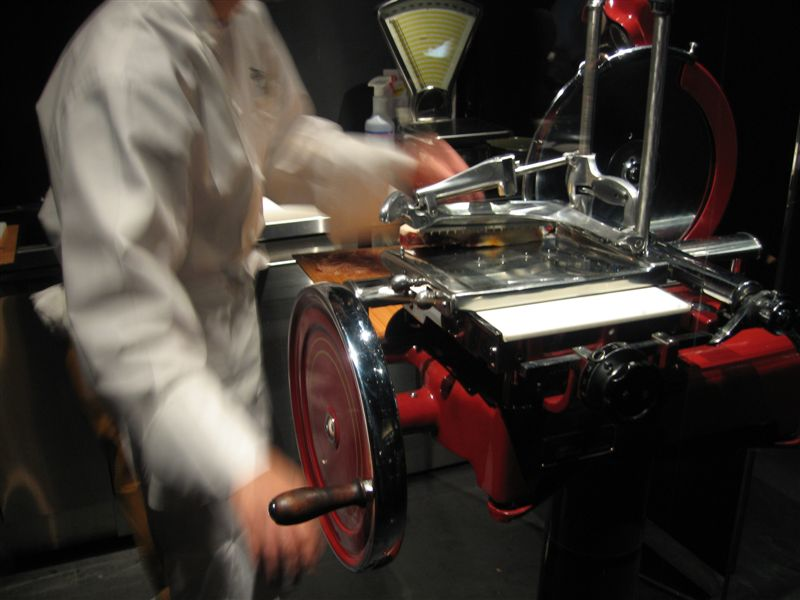
Machine manuelle à trancher le prosciutto.

Couramment associé aux régions du centre et du nord de l'Italie, le jambon cru est d'une salaison naturellement séchée.
Les anglophones, entre autres, utilisent presque toujours, le terme prosciutto pour désigner le jambon salé cru, tranché finement, qui le différencie du jambon cuit (prosciutto cotto).

## Description
De forme arrondie et arquée en sa partie supérieure, il est obtenu à partir de cuisses fraiches de porc. Son poids est d'environ une dizaine de kilogrammes. La couleur de la tranche varie du rouge vif au blanc rosé avec une faible présence de graisse intramusculaire. Le goût est délicat et la texture moelleuse.
Plusieurs productions régionales de jambons italiens sont protégées par des labels de qualité européens intitulés Denominazione di origine protetta (DOP), ou Indicazione geografica protetta (IGP) et qui sont inscrits dans le registre en langue française des appellations d'origine protégée (AOP) ainsi que des indications géographiques protégées (IGP).
- Prosciutto di San Daniele DOP
- Prosciutto di Parma DOP
- Prosciutto di Carpegna DOP
- Prosciutto di Modena DOP
- Prosciutto toscano DOP
- Prosciutto Veneto Berico-Euganeo DOP
- Prosciutto Amatriciano IGP
- Prosciutto di Sauris IGP
- Prosciutto di Norcia IGP